# Chery A5
Chery A5 — автомобиль китайской компании Chery, в Китае выпускался в 2006—2010 годах. Сменён рестайлингом — моделью Chery E5.
В России выпускался под названиями Chery Fora «Автотор» в 2007—2008 годах и Vortex Estina в 2008—2012 годах на заводе ТагАЗ в Таганроге.
На Украинском рынке автомобиль назывался Chery Elara, в Египте — Speranza A516, в Иране — MVM 520/530.
A5, равно как и модель Kimo уже можно расценивать как самостоятельный проект Chery.

## Технические характеристики

### Двигатели и коробки передач
Используются три двигателя разного объёма:
- SQR481F — 1,6 л четырёхцилиндровый DOHC 16V с рабочим объёмом в 1597 см³ и мощностью в 87,5 кВт (119 л. с.).
- SQR484F — 2,0 л четырёхцилиндровый DOHC 16V с рабочим объёмом в 1971 см³ и мощностью в 95 кВт (129 л. с.).
- SQR477F — 1,5 л четырёхцилиндровый SOHC 16V с рабочим объёмом в 1497 см³ и мощностью в 80 кВт (109 л. с.).

Двигатели устанавливаются поперёк в передней части автомобиля, приводят в движение передние колёса. Двигатели имеют четыре цилиндра и 16 клапанов. Корпус двигателя вылит из алюминия, что даёт выигрыш примерно в 15 кг. Бензиновые моторы соответствуют экологическому стандарту Евро-4. Моторы Chery семейства ACTECO выпускают на новейшем (открылось только в 2006 году) современном предприятии. На международной автомобильной выставке SIA в 2008 году был представлен Chery Elara Hybrid бензиновый двигатель 1.3 16V (65 кВт) и электромотор (15 кВт). Данный автомобиль в процессе разработки.

### Коробка передач
- 5-скоростная МКПП
- 4-скоростная АКПП

### Управление и тормоза
Во всех версиях установлена система рулевого управления с гидравлическим усилителем руля с реечным рулевым механизмом, с диаметром разворота 10,6 метра. Автомобиль снабжён впереди внутри-вентилируемыми тормозными дисками диаметром 275 мм; сзади — тормозными дисками диаметром 255 мм. В тормозную систему штатно входит ABS, EBD. Дорожный просвет при полной загрузке составляет 124 мм. Тормозной путь автомобиля на скорости 100 км/ч — 42,3 метра.

## Галерея

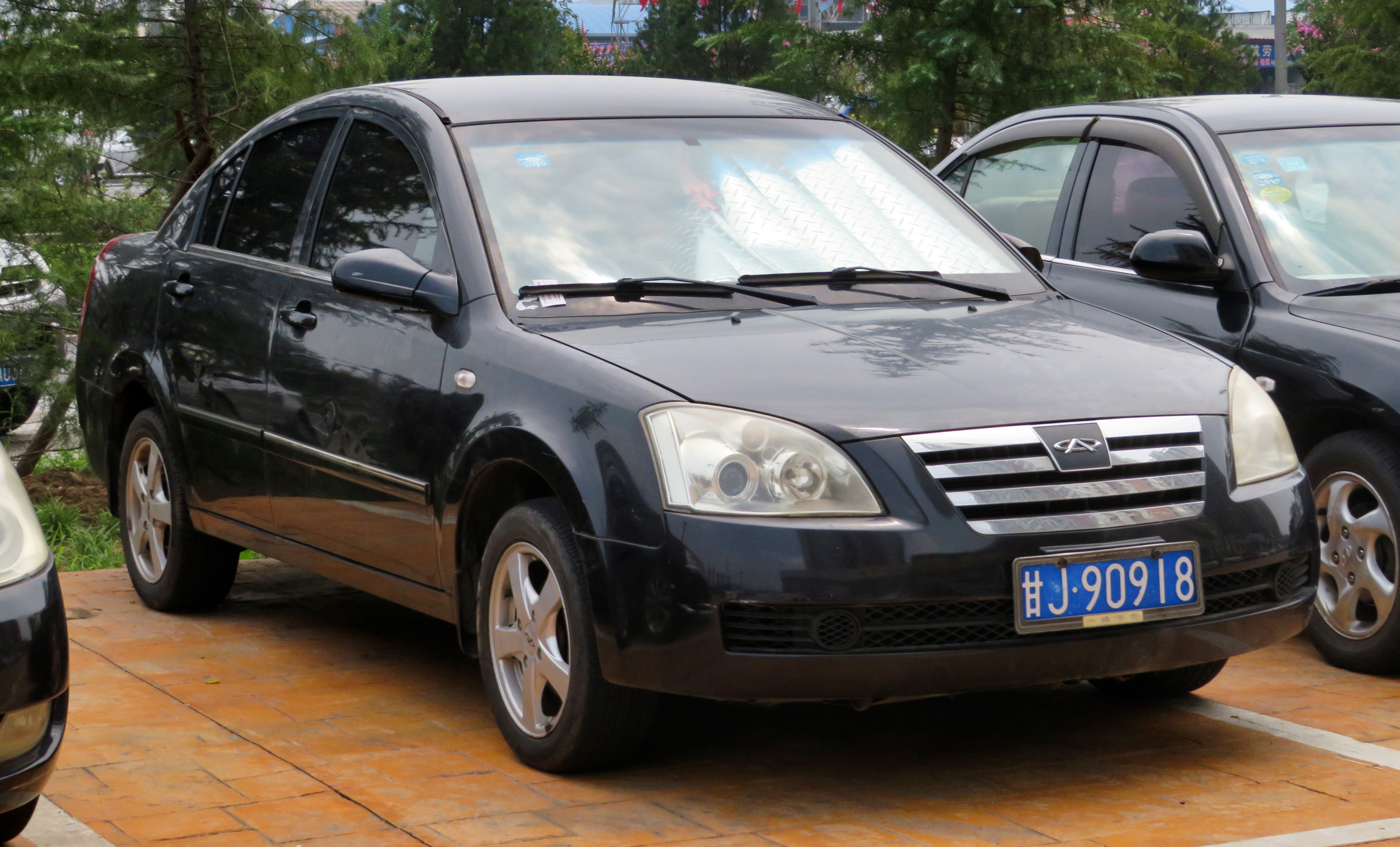
вид спереди
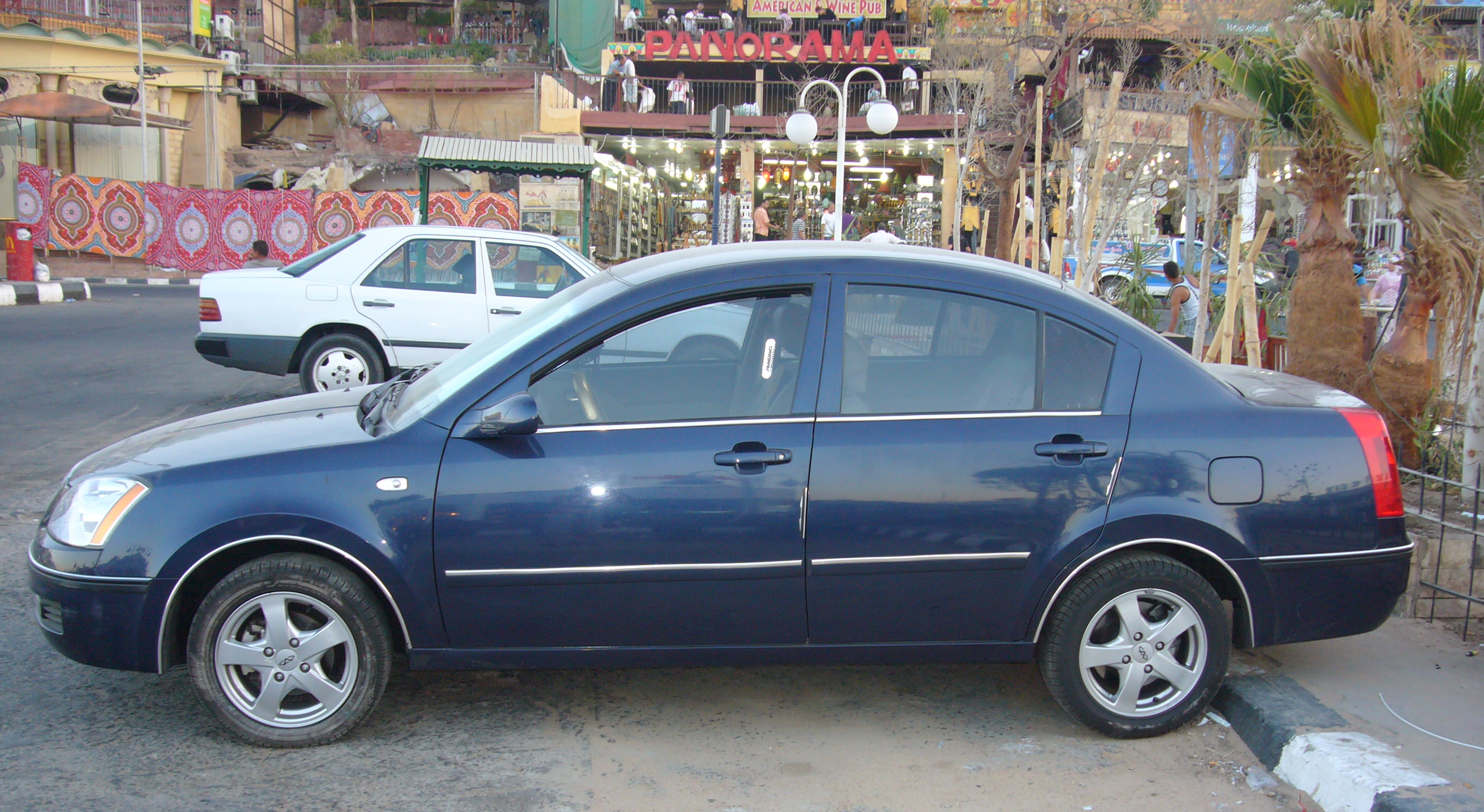
вид сбоку
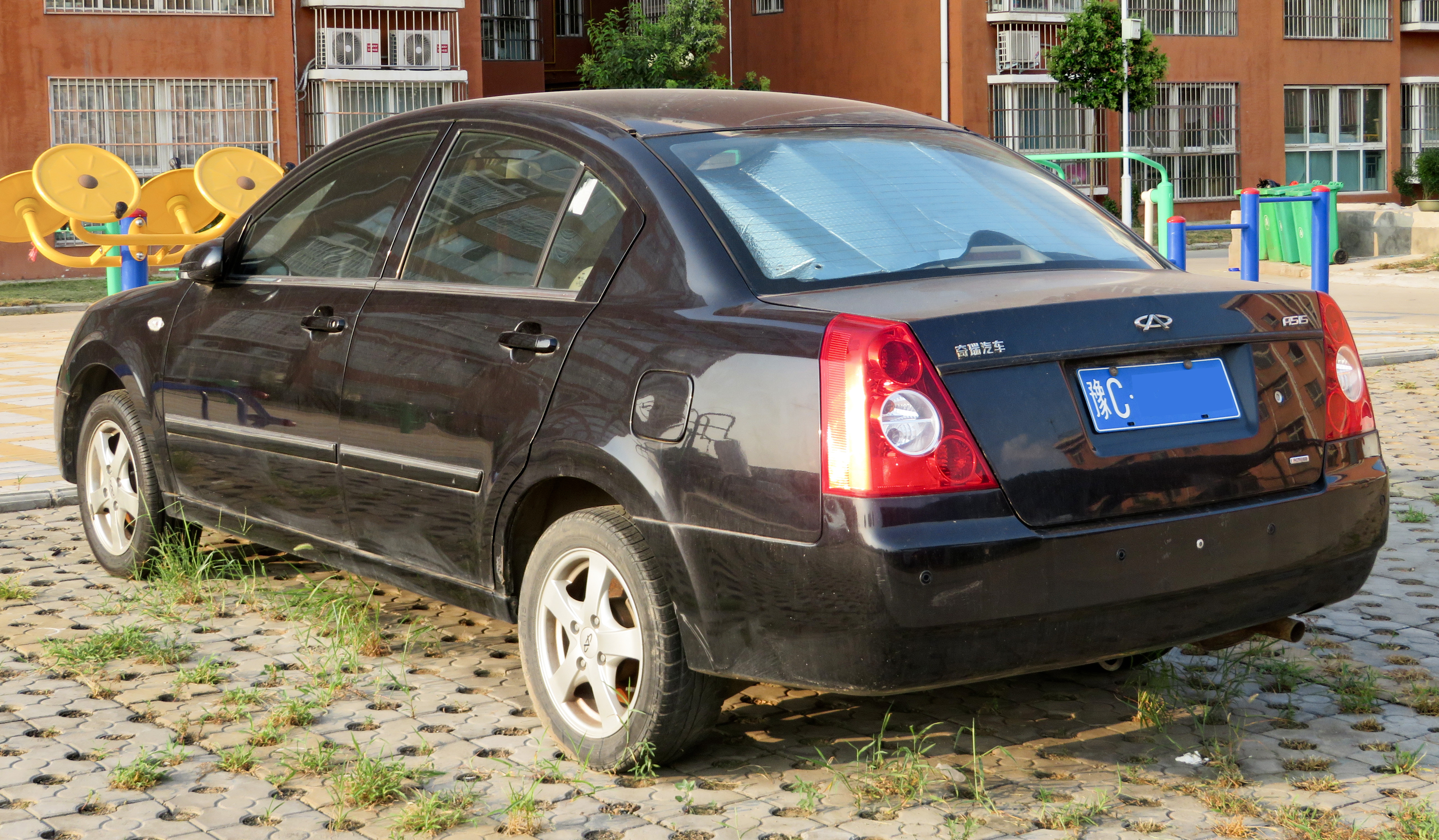
вид сзади
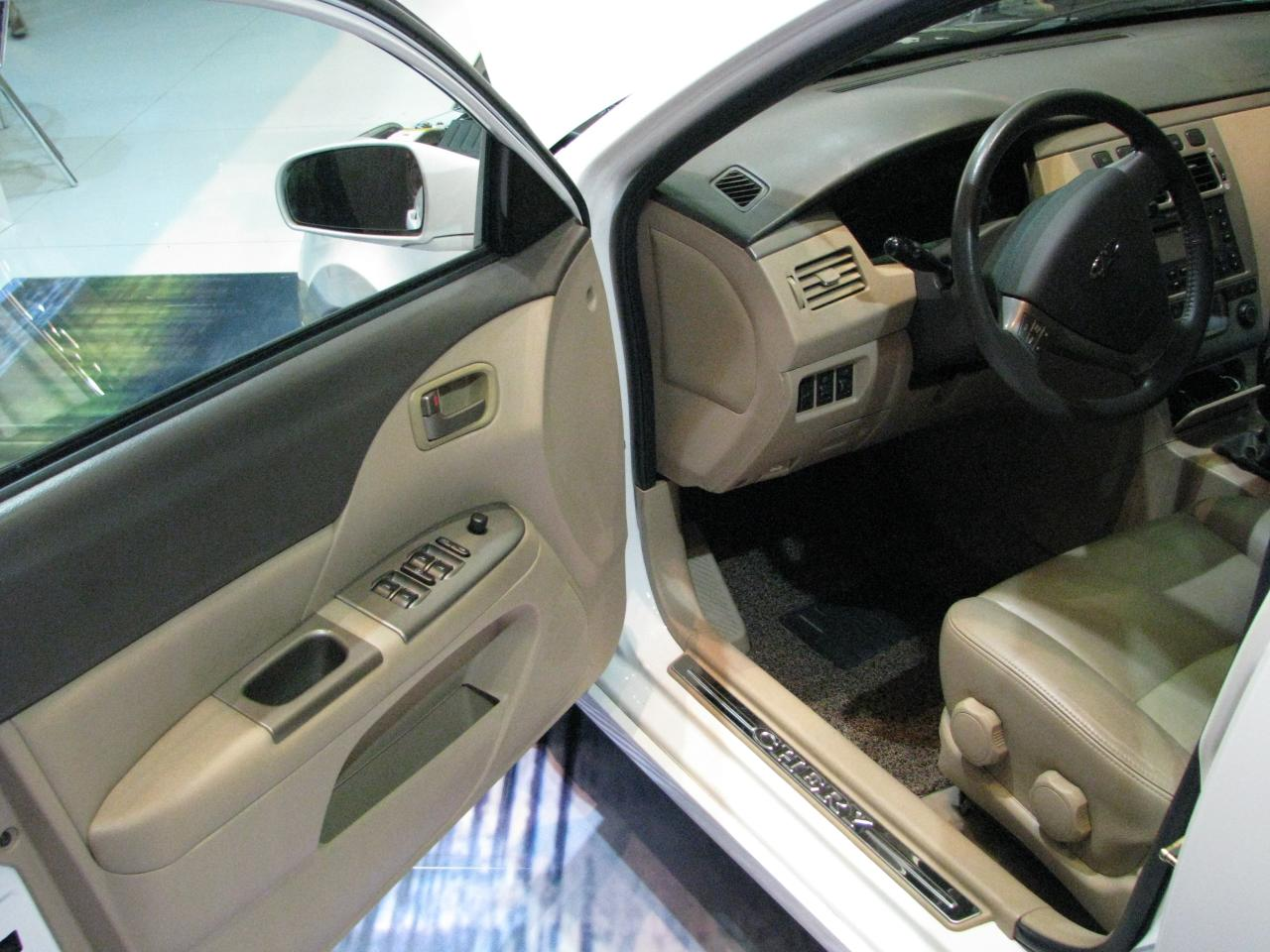
салон
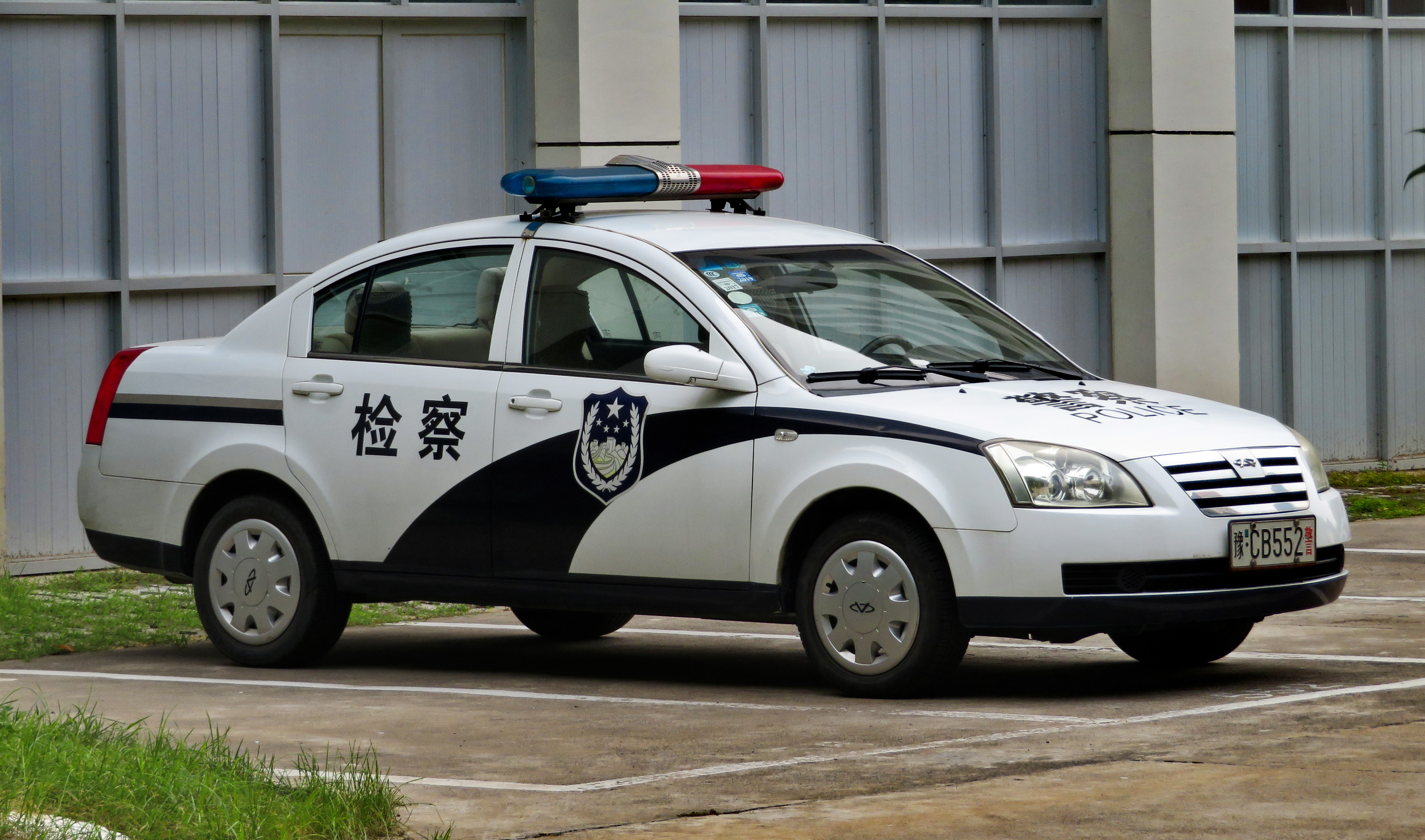
полиция Китая, 2009
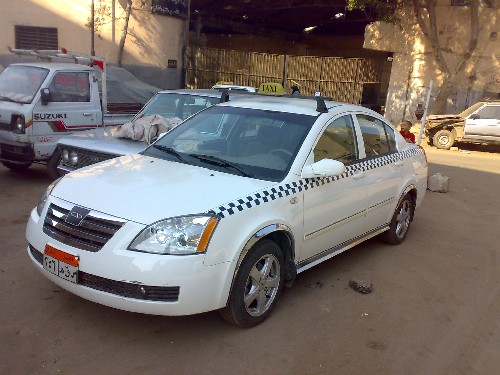
такси в Каире, Египет

## В России

### Chery Fora (Автотор)
В 2007—2008 годах собиралась крупноузловым методом под названием Chery Fora на заводе «Автотор», в 2007 году в России было продано 6995 этих автомобилей, в апреле 2008 года сборка была свёрнута.

### Vortex Estina (ТагАЗ)
Модель выпускалась в России под названием Vortex Estina на Таганрогском автозаводе, производство начато в августе 2008 года, вначале велась крупноузловая сборка, затем производство велось по полному циклу — со сваркой и окраской кузовов
Впервые модель была представлена в сентябре 2008 года на Московском автосалоне и тогда же поступила в продажу.
Автомобиль был представлен в трёх комплектациях, только с «механикой», по цене от 379 900 до 429 900 рублей, при этом сам ТагАЗ позиционировал модель как среднюю между собиравшихся тогда на ТагАЗе моделью Hyundai Accent (в максимальной комплектации с «автоматом» стоил 393 000 рублей) и моделью Hyundai Elantra (цены на которую начинались от 450 000 рублей).
За десять месяцев 2009 года составили 5433 автомобиля — таким образом, Vortex Estina стала самой популярной китайской моделью на российском рынке, сместив прежнего лидера Geely MK, разошедшегося за тот же период в количестве 5241 экземпляров.
Всего до осени 2012 года в России реализовали более 13 900 седанов Vortex Estina.
Осенью 2012 года на ТагАЗе начато производство рестайлинговой версии Estina FL-C.

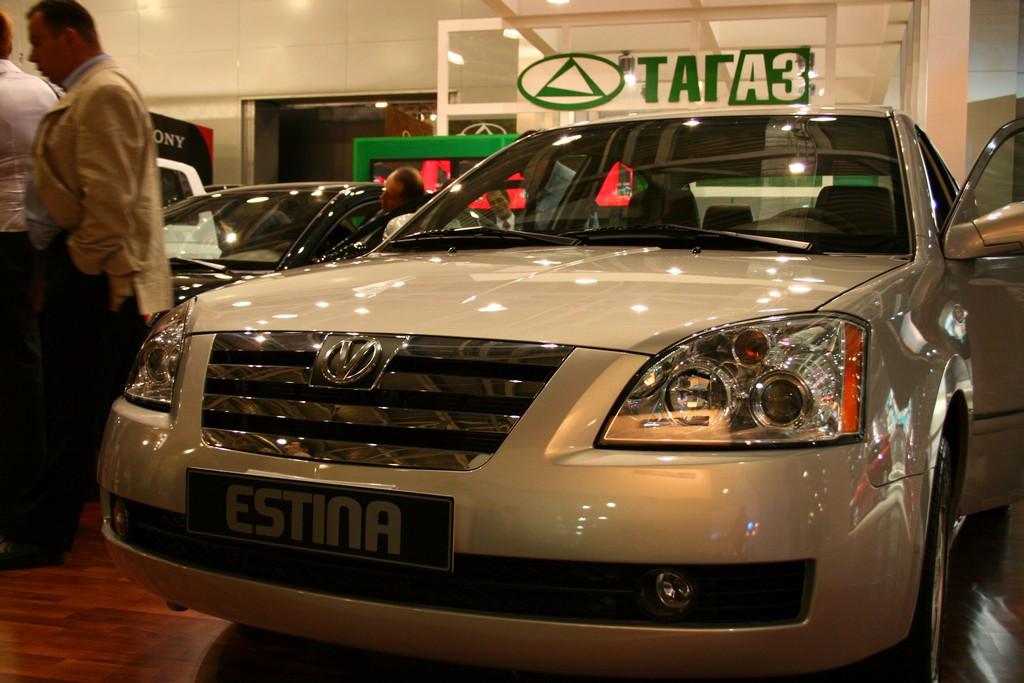
на Московском автосалоне, 2008
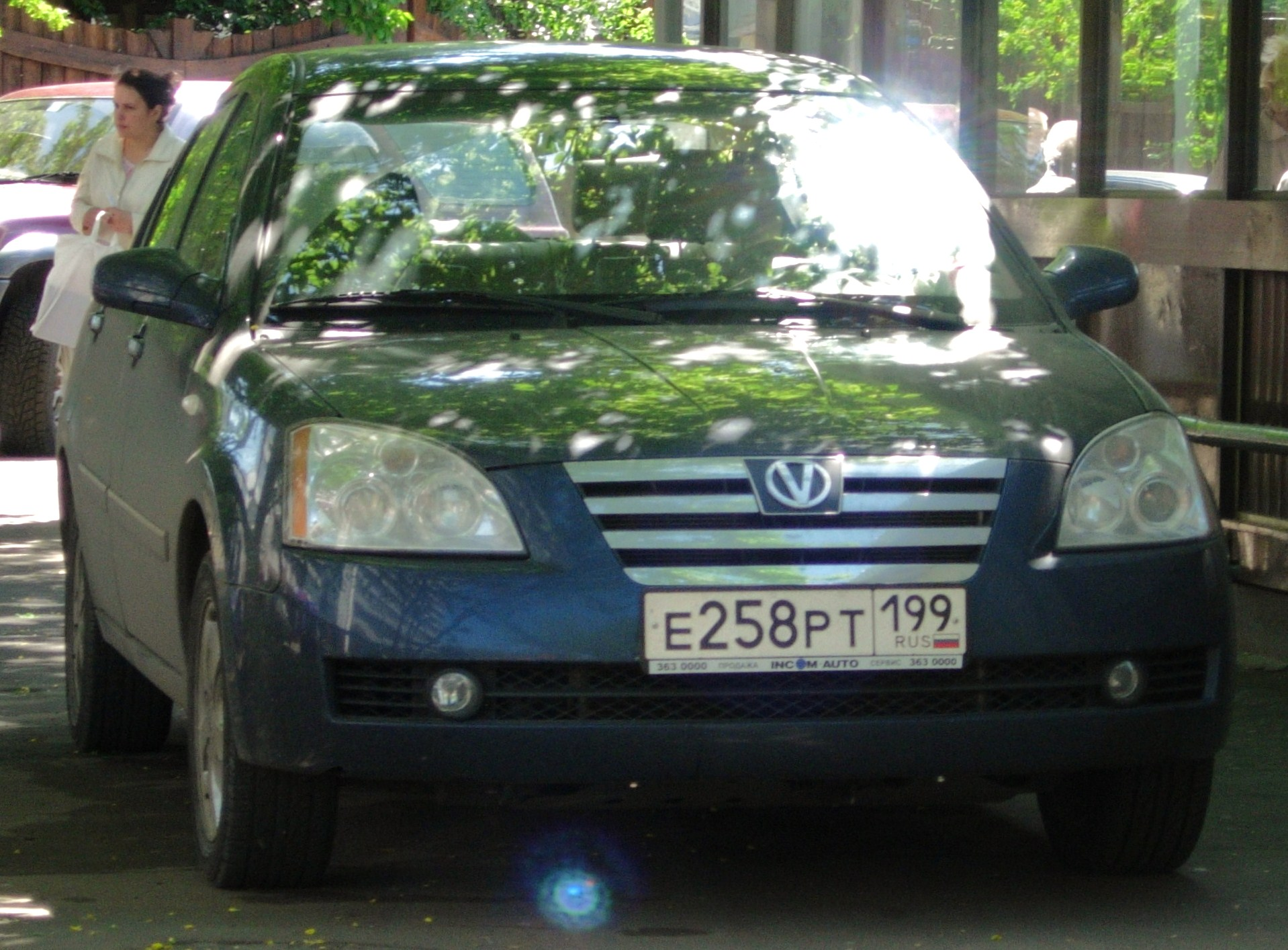